# Médaille Huygens
La médaille Christiaan-Huygens, baptisée du nom du mathématicien et astronome Christian Huygens, est une récompense instituée par l'Union européenne des géosciences dans le but de promouvoir des recherches d’excellence en matière de géosciences et de sciences de l’espace.

## Liste des lauréats
- 2024 : Nemesio M. Pérez
- 2023 : Maurizio Fedi
- 2021 : R. Giles Harrison
- 2020 : Raffaele Persico
- 2019 : Lev V. Eppelbaum
- 2018 : Jothiram Vivekanandan
- 2017 : Riccardo Lanari
- 2016 : Karl U. Schreiber
- 2015 : Kristine M. Larson
- 2011 : Martin Hürlimann
- 2010 : Jean-Loup Bertaux
- 2009 : Valery Korepanov
- 2008 : Horst Uwe Keller